# Grand prix d'escrime de Berne 2013
Navigation
Édition précédente Édition suivante
Le Grand prix d'escrime de Berne 2013 est la 49e édition de ce tournoi de coupe du monde, catégorie Grand Prix, à l'épée masculine individuelle. Il a eu lieu du 10 au 12 mai 2013.

## Palmarès
- :  Max Heinzer
- :  Bogdan Nikishin
- :  Silvio Fernandez
- :  Fabian Kauter
- 5e :  Ruben Limardo
- 6e:  Gabor Boczko
- 7e :  Elmir Alimzhanov
- 8e :  Vincent Pelletier
- 9e :  Yannick Borel
- 10e :  Alexandre Blaszyck
- 11e :  Bas Verwijlen
- 12e :  Anton Avdeev
- 13e :  Richard Schmidt
- 14e :  Sten Priinits
- 15e :  Martin Capek
- 16e :  Ivan Trevejo
- 17e :  Nikolai Novosjolov
- 18e :  Jörg Fiedler
- ... (160 participants)

## Tableau
|  | Quarts de finale | Quarts de finale  | Quarts de finale | Quarts de finale |                  |                  | Demi-finales | Demi-finales | Demi-finales | Demi-finales |  |  | Finale | Finale | Finale | Finale |
|  |                  |                   |                  |                  |                  |                  |              |              |              |              |  |  |        |        |        |        |
|  |                  |                   |                  |                  |                  |                  |              |              |              |              |  |  |        |        |        |        |
|  |                  |                   |                  |                  |                  |                  |              |              |              |              |  |  |        |        |        |        |
|  | 1                | Ruben Limardo     | 4                | 4                |                  |                  |              |              |              |              |  |  |        |        |        |        |
|  | 1                | Ruben Limardo     | 4                | 4                |                  |                  |              |              |              |              |  |  |        |        |        |        |
|  | 9                | Bogdan Nikishin   | 5                | 5                |                  |                  |              |              |              |              |  |  |        |        |        |        |
|  | 9                | Bogdan Nikishin   | 5                | 5                | Fabian Kauter    | Fabian Kauter    | 9            | 9            |              |              |  |  |        |        |        |        |
|  |                  |                   |                  |                  | Fabian Kauter    | Fabian Kauter    | 9            | 9            |              |              |  |  |        |        |        |        |
|  |                  |                   | Bogdan Nikishin  | Bogdan Nikishin  | 15               | 15               |              |              |              |              |  |  |        |        |        |        |
|  | 12               | Elmir Alimzhanov  | Bogdan Nikishin  | Bogdan Nikishin  | 15               | 15               | 11           | 11           |              |              |  |  |        |        |        |        |
|  | 12               | Elmir Alimzhanov  |                  |                  |                  |                  |              | 11           |              |              |  |  |        |        |        |        |
|  | 4                | Fabian Kauter     | 15               | 15               |                  |                  |              |              |              |              |  |  |        |        |        |        |
|  | 4                | Fabian Kauter     | 15               | 15               | Max Heinzer      | Max Heinzer      | 15           | 15           |              |              |  |  |        |        |        |        |
|  |                  |                   |                  |                  | Max Heinzer      | Max Heinzer      | 15           | 15           |              |              |  |  |        |        |        |        |
|  |                  |                   | Bogdan Nikishin  | Bogdan Nikishin  | 12               | 12               |              |              |              |              |  |  |        |        |        |        |
|  | 35               | Vincent Pelletier | Bogdan Nikishin  | Bogdan Nikishin  | 12               | 12               | 14           | 14           |              |              |  |  |        |        |        |        |
|  | 35               | Vincent Pelletier |                  |                  |                  |                  |              |              |              |              |  |  |        |        |        |        |
|  | 6                | Silvio Fernandez  | 15               | 15               |                  |                  |              |              |              |              |  |  |        |        |        |        |
|  | 6                | Silvio Fernandez  | 15               | 15               | Silvio Fernandez | Silvio Fernandez | 10           | 10           |              |              |  |  |        |        |        |        |
|  |                  |                   |                  |                  | Silvio Fernandez | Silvio Fernandez | 10           | 10           |              |              |  |  |        |        |        |        |
|  |                  |                   | Max Heinzer      | Max Heinzer      | 15               | 15               |              |              |              |              |  |  |        |        |        |        |
|  | 7                | Gabor Boczko      | Max Heinzer      | Max Heinzer      | 15               | 15               | 2            | 2            |              |              |  |  |        |        |        |        |
|  | 7                | Gabor Boczko      |                  |                  |                  |                  |              | 2            |              |              |  |  |        |        |        |        |
|  | 2                | Max Heinzer       | 7                | 7                |                  |                  |              |              |              |              |  |  |        |        |        |        |
|  | 2                | Max Heinzer       | 7                | 7                |                  |                  |              |              |              |              |  |  |        |        |        |        |
|  |                  |                   |                  |                  |                  |                  |              |              |              |              |  |  |        |        |        |        |

## Faits marquants
- Max Heinzer, dans une interview donnée peu avant la compétition, avait clairement exprimé son intention d'être le premier tireur à remporter la compétition trois fois d'affilée.
- C'est la première fois que Fabian Kauter monte sur le podium à son tournoi à domicile.
- Gabor Boczko fut obligé de déclarer forfait durant son quart de finale à cause d'une blessure reçue lors de son précédent assaut contre l'allemand Richard Schmidt.
- Silvio Fernandez est monté sur le podium tenant dans ses bras sa fille de moins d'une année.
- Malgré sa victoire, Max Heinzer perdit son titre de numéro 1 mondial au profit de Ruben Limardo, n'ayant pas marqué de nouveaux points.